# Emily Csikos
Emily Csikos, född 29 juli 1988 i Calgary, är en kanadensisk vattenpolospelare. Hon tog VM-silver i samband med världsmästerskapen i simsport 2009 i Rom.
Csikos tog silver i damernas vattenpoloturnering i samband med panamerikanska spelen 2007 i Rio de Janeiro och på nytt i samband med panamerikanska spelen 2011 i Guadalajara.